# 北亞大學明櫻高等學校
北亞大學明櫻高等學校是位於日本秋田縣秋田市下北手櫻地區的私立高等學校。
其棒球部及足球部為秋田縣內少見屬於私立學校的常勝隊伍，棒球部更已累積成為秋田縣代表參加全國賽超過十次。

## 歷史
學校的前身可以追溯至1953年成立的「秋田短期大學附屬高等學校」，此後配合秋田短期大學的更名，先後在1964年更名為「秋田經濟大學附屬高等學校」，1983年更名為「秋田經濟法科大學附屬高等學校」；2007年秋田經濟法科大學更名為北亞大學後，本校並未繼續成為附屬學校，而是更名為「明櫻高等學校」，2020年再更名為「北亞大學明櫻高等學校」。